# Manzell
Manzell ist ein Stadtteil von Friedrichshafen im Bodenseekreis.

## Geschichte
Manzell wurde 897 als Manuncella erstmals urkundlich erwähnt. Die zweite Nennung stammt aus dem Jahr 1229. Die im Ort bestehende Kapelle war im Besitz der Herren von Summerau, die diese an das Kloster Weißenau verschenkten, welches den Besitz im 14./15. Jahrhundert vermehrte. Die Ortsherrschaft blieb stets bei Weißenau, die hohe Obrigkeit oblag der österreichischen Landvogtei Schwaben. Der Ort gehörte ab 1854 zur Gemeinde Schnetzenhausen und wurde mit dieser 1937 nach Friedrichshafen umgegliedert.

### Domäne Manzell
Im Jahr 1827 ließ König Wilhelm I. von Württemberg von verschiedenen Besitzern ein größeres Areal in Manzell für seinen privaten Besitz ankaufen. Auf diesem Königlichen Privatgut wurden eine vorbildliche Viehwirtschaft und moderner Obstbau betrieben. Mit anderem Besitz in Friedrichshafen und Umgebung kam Manzell 1838 an die Hofdomänenkammer als privater Vermögensverwaltung der Regentenfamilie. Jahrzehntelang wurde die Domäne in Selbstbewirtschaftung der Hofdomänenkammer betrieben, die einen Gutsverwalter einsetzte. Seit 1910 war das Gut verpachtet. Durch die rasante Industrialisierung und die Überlassung von Gelände an die Zeppelin-Werke schrumpfte das Domänengelände.
Durch schwere Luftangriffe wurden die Gebäude der Domäne im Lauf des Jahres 1944 zerstört. Nach dem Ende des Zweiten Weltkriegs bauten die Pächter eine Obstanlage auf und betrieben eine Hühnerbrüterei. Allerdings vergrößerte sich das Stadtgebiet von Friedrichshafen immer mehr. Nachdem 1970 ein größeres Baugebiet auf dem Domänengelände erschlossen und die Bodenseeschule als katholische Privatschule gegründet worden war, löste die Hofkammer des Hauses Württemberg das Pachtverhältnis zum Jahresende 1974 auf.

## Industrie

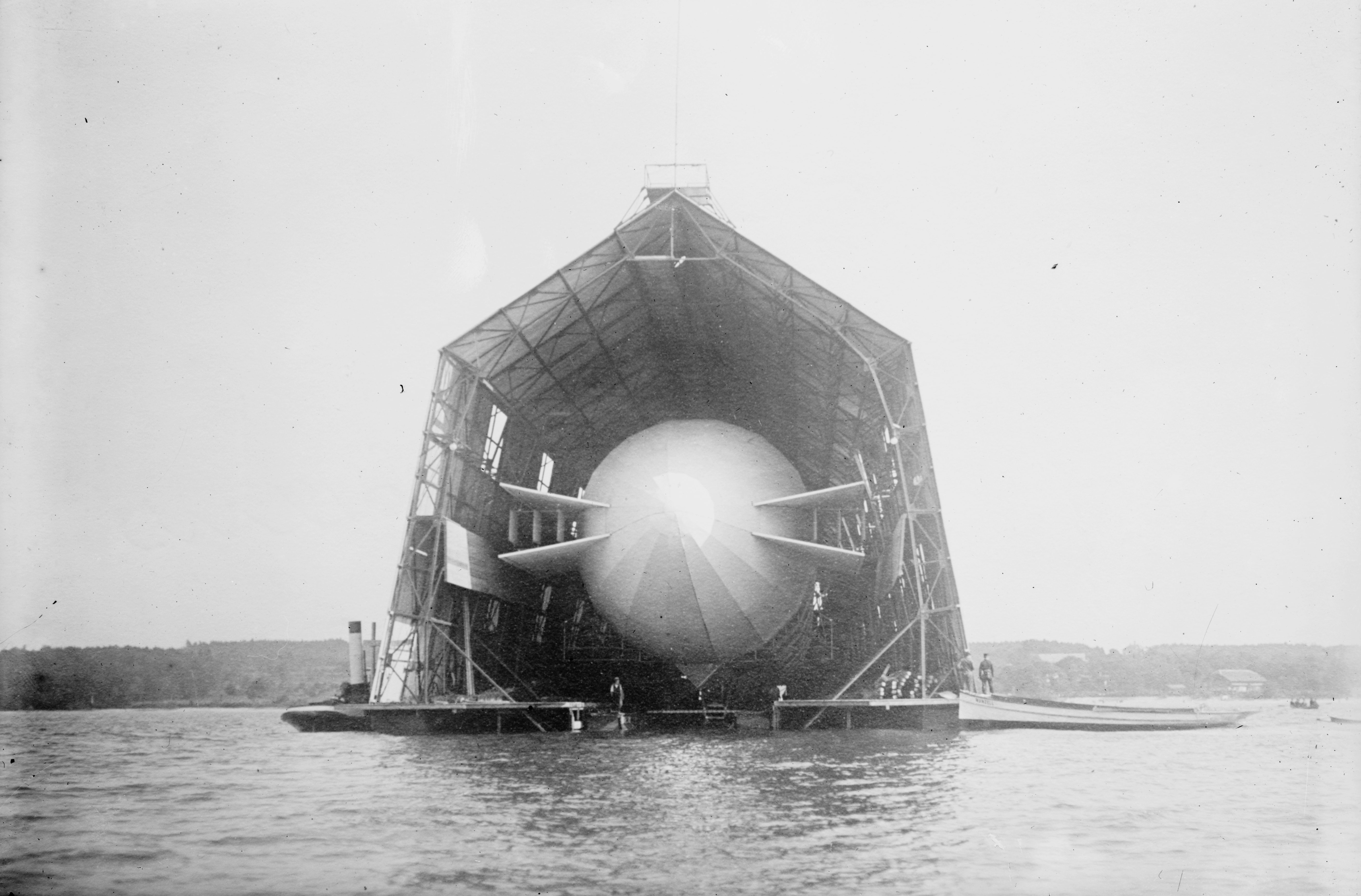
Zeppelin-Schwimmhalle in der Manzeller Bucht (1907)

Manzell spielt in der Industriegeschichte Friedrichshafens in der „Manzeller Dekade“ von der Jahrhundertwende bis 1910 eine große Rolle.
Die 1899 in Betrieb genommene Luftschiff-Montagehalle für die Zeppeline befand sich in der Manzeller Bucht – erst als Schwimmhalle etwa 600 Meter von Ufergelände und einigen Werkschuppen entfernt und ab 1904 am Ufer mit einer festen (Land-)Halle, die 1918 abbrannte.
In der Manzeller Bucht fand auch der erste Aufstieg des LZ 1 (Luftschiff Zeppelin 1) am 2. Juli 1900 statt. Nachdem Theodor Kober in Manzell während des Ersten Weltkriegs Marineflugzeuge produziert hatte, gründete Claude Dornier dort die Dornier-Werke, ein Unternehmen, das dort bis zum Ende des Zweiten Weltkriegs Flugzeuge produzierte. Nach der Zerstörung der Werke durch Luftangriffe der Alliierten siedelte das Unternehmen um. Später baute das Unternehmen Porsche-Diesel Motorenbau dort Traktoren.
Heute befindet sich hier das Werk 2 von MTU Friedrichshafen, in dem Dieselmotoren endmontiert werden.

## Verkehr
Manzell liegt an der Bundesstraße 31. Außerdem existiert der Haltepunkt Friedrichshafen-Manzell an der Bahnstrecke Radolfzell–Friedrichshafen.